# Нурі-Вахдатський джамоат
Нурі́-Вахда́тський джамоат (тадж. Ҷамоат Нури-Вахдат) — джамоат у складі Пандзького району Хатлонської області Таджикистану.
Адміністративний центр — село Туґул.
До складу джамоату входять 5 сіл:
- Ґулістон
- Ґулобод
- Вахійо
- Туґул (Тугул)
- Шакардашт (Шакардашт)